# 波止場 (1963年の映画)
『波止場』（Mare Matto）は1963年のイタリアの映画。監督はレナート・カステラーニ。出演はジャン＝ポール・ベルモンドなど。

## キャスト
※括弧内は日本語吹替（放送日1968年6月10日『サントリー名画劇場』）
- リボルノの男：ジャン＝ポール・ベルモンド（青野武）
- マルゲリータ：ジーナ・ロロブリジーダ（前田敏子）
- エフィシオ：トーマス・ミリアン
- ドルード：オドアルド・スパダーロ（塩見竜介）
- ベネデット：ピエロ・モルジア

## スタッフ
- 監督：レナート・カステラーニ
- 製作：フランコ・クリスタルディ
- 脚本：レオ・ベンヴェヌーチ、レナート・カステラーニ、ピエロ・デ・ベルナルディ
- 撮影：トニ・セッチ
- 編集：ヨランダ・ベンヴェヌーチ
- 音楽：カルロ・ルスティケリ